# Fontaine de Westhoffen
La fontaine de Westhoffen est un monument historique situé à Westhoffen, dans le département français du Bas-Rhin.

## Localisation
Cette construction est située rue Staedel à Westhoffen.

## Historique
L'édifice fait l'objet d'une inscription au titre des monuments historiques depuis 1931.